# Хмельовка (Кожевниковський район)
Хмельо́вка (рос. Хмелёвка) — село у складі Кожевиковського району Томської області, Росія. Входить до складу Староювалинського сільського поселення.

## Населення
Населення — 405 осіб (2010; 443 у 2002).
Національний склад (станом на 2002 рік):
- росіяни — 93 %